# Плейнс (Канзас)
Плейнс (англ. Plains) — місто (англ. city) в США, в окрузі Мід штату Канзас. Населення — 1037 осіб (2020).

## Географія
Плейнс розташований за координатами 37°15′51″ пн. ш. 100°35′23″ зх. д. / 37.26417° пн. ш. 100.58972° зх. д. (37.264240, -100.589765).  За даними Бюро перепису населення США в 2010 році місто мало площу 2,59 км², уся площа — суходіл.

## Демографія
Згідно з переписом 2010 року, у місті мешкало 1146 осіб у 385 домогосподарствах у складі 310 родин. Густота населення становила 443 особи/км².  Було 439 помешкань (170/км²).
Расовий склад населення:
| - 88,1 % — білих - 1,0 % — корінних американців - 0,4 % — азіатів - 0,3 % — чорних або афроамериканців - 8,5 % — осіб інших рас |

До двох чи більше рас належало 1,7 %. Частка іспаномовних становила 36,0 % від усіх жителів.
За віковим діапазоном населення розподілялося таким чином: 33,9 % — особи молодші 18 років, 56,3 % — особи у віці 18—64 років, 9,8 % — особи у віці 65 років та старші. Медіана віку мешканця становила 30,9 року. На 100 осіб жіночої статі у місті припадало 107,6 чоловіків;  на 100 жінок у віці від 18 років та старших — 102,4 чоловіків також старших 18 років.
Середній дохід на одне домашнє господарство  становив 59 072 долари США (медіана — 50 000), а середній дохід на одну сім'ю — 60 604 долари (медіана — 50 833). Медіана доходів становила 37 902 долари для чоловіків та 25 125 доларів для жінок. За межею бідності перебувало 16,0 % осіб, у тому числі 22,2 % дітей у віці до 18 років та 4,9 % осіб у віці 65 років та старших.
Цивільне працевлаштоване населення становило 546 осіб. Основні галузі зайнятості: освіта, охорона здоров'я та соціальна допомога — 25,3 %, сільське господарство, лісництво, риболовля — 20,0 %, будівництво — 9,7 %, транспорт — 8,1 %.